# U znaku Jarca
U znaku Jarca (ital. Sotto il Segno del Capricorno) je strip-album koji sadrži šest kraćih ali povezanih epizoda stripa Korto Malteze, premijerno objavljenih tokom 1970. godine u magazinu Pif Gadget. U Jugoslaviji su epizode prvi put objavljene tokom 1970-ih u časopisu Pegaz i tokom 1980-ih u sarajevskom Strip artu. Album ima 166 stranica. Objavio ga beogradski Darkwood 2017. godine. Koštao je 2.400 dinara (oko 20 evra).

## Premijerno objavljivanje ovog albuma
Ovo izdanje objavila je premijerno izdavačka kuća Publicness iz Pariza. Album je bio u crno-beloj tehnici i ograničen na 250 primeraka, što ga čini retkim i traženim među kolekcionarima. Kasnije, 1979. godine, izdavačka kuća Casterman je objavila novo izdanje ovog albuma, takođe u crno-beloj tehnici, kao deo svoje kolekcije "Les grands romans de la bande dessinée". U boji, album je prvi put objavljen 2001. godine, takođe od strane Castermana, sa kolorom koji je uradila Patricija Kanoti.

## Epizode u ovom albumu
Epizode koje se nalaze u ovom albumu su:
- Tajna Tristana Bantama
- Sastanak u Baiji
- Samba s Paljbom
- Orao u džungli
- ...i opet ćemo o džentlmenima sreće
- Zbog jednog galeba.

## Lokacija epizoda
Radnja u ovih šest epizoda odvija se na Karibima.

## Kontekst i značaj
Ove epizode priče o Kortu Maltezeu Prat je nacrtao nakon uspeha Balade o slanom moru. Serijal U znaku Jarca označava prelaz iz pacifičkog ambijenta u karipski, gde autor uvodi nove likove – Tristana Bantama, profesora Štajnera, Morganu i Zlatoustu. Posebno je značajno pojavljivanje izgubljenog kontinenta Mu, što uvodi novu dimenziju u serijal.

## Stil i crtež
Pratov crtež u ovom albumu je zreliji i precizniji nego u ranijim radovima. Kompozicija, kadriranje i dijalog demonstriraju njegovu sve veću sigurnost u izrazu. Bojenje u izdanju Darkwooda delo je Patricije Canoti, čiji se kolorit savršeno uklapa u Pratovu atmosferu.

## Prethodni i naredni album
Prethodni album je Balada o slanom moru, a naredni Uvek malo dalje.
Pogledati još: Spisak albuma i epizoda Korto Malteze.

## Fusnote
1. ↑  Nikola Dragomirović: U znaku Jarca: http://www.hellycherry.com/2017/03/korto-malteze-u-znaku-jarca-darkwood.html
2. ↑  http://skab612.com/index.php?site=bsp_popisi&oznaka=SA79&stranica=1
3. ↑  https://fr.wikipedia.org/wiki/Sous_le_signe_du_Capricorne?utm_source=chatgpt.com "Sous le signe du Capricorne"
4. ↑  https://www.goodreads.com/work/editions/2562690-sotto-il-segno-del-capricorno?utm_source=chatgpt.com "Editions of Sous le signe du Capricorne by Hugo Pratt - Goodreads"
5. ↑  http://www.hellycherry.com/2017/03/korto-malteze-u-znaku-jarca-darkwood.html
6. ↑  http://www.hellycherry.com/2017/03/korto-malteze-u-znaku-jarca-darkwood.html